# アベッティ (クレーター)
アベッティ (Abetti) は、月にあるクレーターである。アベッティは月の海に埋没しており、周壁がわずかに隆起しているだけのゴースト・クレーターである。晴れの海の南東部にあるアルゲウス山の西に位置している。